# 慶寧寺 (上海)
慶寧寺又稱高廟，是中華人民共和國上海市浦东新区金橋路和浦東大道路口靠近黃浦江的一個地名。元朝前此地隸屬於華亭縣高昌鄉。該地名來自於元朝大德年间建造的佛寺庆宁寺。一說佛寺原本於南宋建炎二年(1128年）建於陸家行，最初名為觀音慈報禪院，元朝時遷移至黃浦江邊並更名為慶寧寺。1687年，當地居民又在慶寧寺周邊興建供奉城隍的道觀，當地居民把這座道觀稱作高廟。1910年，東溝至南京東路外灘的黃浦江航線途經慶寧寺。1925年，上川鐵路在慶寧寺附近設立火車站。1930年後，慶寧寺南邊出現浦東大道。1931年，金定线轮渡開通，居民可以在慶寧寺附近坐擺渡船前往楊浦。第二次中日戰爭爆發後，慶寧寺僧人逃離寺廟。中華人民共和國建國後，庆宁寺香火凋零。1958年，慶寧寺解散，寺廟移作他用。